# Bettina Bucher
Bettina Bucher (* 29. November 1980 in Luzern) ist eine Schweizer Sportschützin und Mitglied des Nationalkaders.

## Karriere
Bettina Bucher stammt aus Schongau im Kanton Luzern und ist Mitglied der Schützengesellschaft Villmergen. Sie ist insbesondere für ihre Leistungen in den Disziplinen 300 m liegend und 300 m Dreistellung bekannt.

## Erfolge und Auszeichnungen

### International
- Weltmeisterin 2010: Bei den ISSF-Weltmeisterschaften in München gewann Bucher Gold in der Kategorie 300 m liegend mit 599 von 600 Punkten – ein Ergebnis, das den damaligen Weltrekord egalisierte.[4]
- Europameisterin 2011: In Belgrad holte sie Gold im 300 m liegend und Silber im Dreistellungsmatch.[5]
- Weitere Medaillen: Bronze bei der Europameisterschaft 2015 in Maribor im 300 m liegend[3] sowie mehrere Podestplätze beim jährlich stattfindenden Lapua Europacup 300 m.

### National
- Schweizer Meisterschaften: Bucher gewann mehrfach Gold im 300 m liegend und erreichte Spitzenplätze im     Dreistellungsmatch.[6]
- Aargauer Kantonalschützenfest: 2012 wurde sie Schützenkönigin über 300 m.[2]
- Rütlischiessen: 2016 gewann sie als erste Frau das traditionsreiche Rütlischiessen.[7]